# Сантичели (Козенца)
Сантичели је насеље у Италији у округу Козенца, региону Калабрија.
Према процени из 2011. у насељу је живело 69 становника. Насеље се налази на надморској висини од 241 м.